# Типон

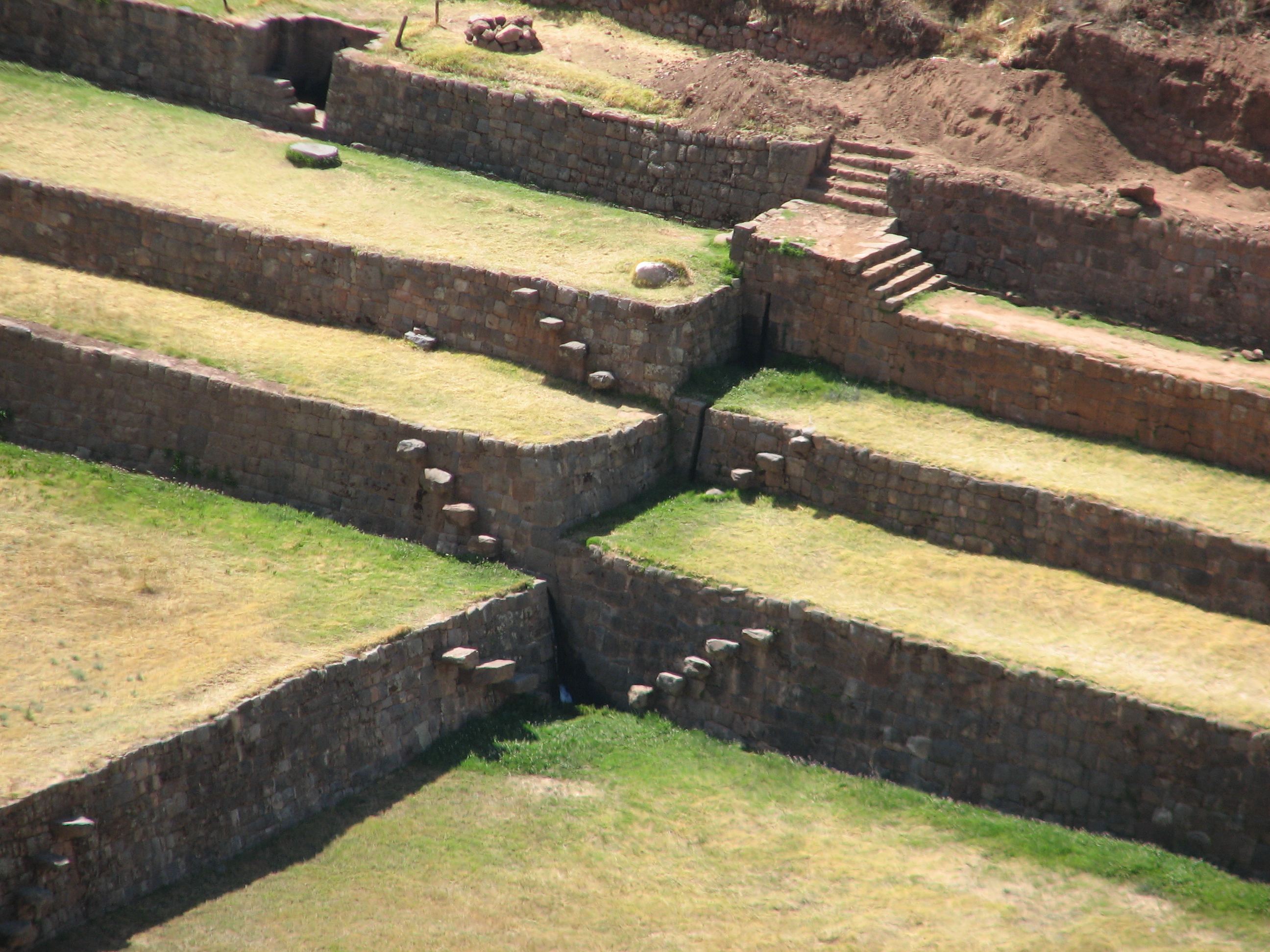
Ступеньки между террасами в Типоне

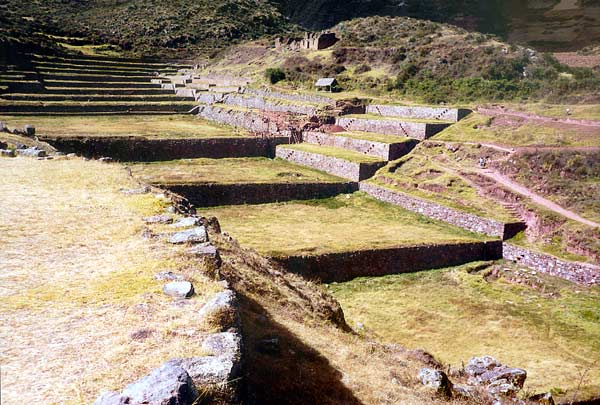
Террасы в Типоне

Типон — археологический комплекс, памятник цивилизации инков, находится в окрестностях г. Оропеса в коммуне Чокепеда, в 27 км к юго-востоку от Куско в Перу и соединён с шоссе Куско-Пуно. Здесь сохранились в хорошем состоянии жилые помещения, террасы и оросительный канал. В этом месте мог располагаться парк для высших слоёв общества или сельскохозяйственный центр. По сей день вода бежит по его каналам и широкие террасы остаются в прекрасном состоянии.
Верхнюю часть комплекса пересекает Дорога Инки, соединённая с ирригационным каналом.